# سیارک ۲۳۷۷۷
سیارک ۲۳۷۷۷ (به انگلیسی: 23777 Goursat، نامگذاری:1998QT5) بیست و سه هزار و هفتصد و هفتاد و هفتمین سیارک کشف شده‌است که در ۲۳ اوت ۱۹۹۸ کشف شد.
قدر مطلق سیارک برابر ۲۴.۵ است.